# تل أيوب
تل أيوب قرية سوريّة تتبع إداريّاً لمحافظة حلب منطقة دير حافر ناحية مركز دير حافر، بلغ تعداد سكانها 2,558 نسمة حسب التعداد السكاني لعام 2004.